# 太想討好你
太想討好你是香港女歌手何雁詩一首2017年推出的粵語歌曲，由徐洛鏘作曲，張美賢填詞。

## 介紹
歌詞形容了歌者對戀人用情太深，在分手時未能抽身而引起的痛苦。何雁詩透露歌詞參考了她了她過去的真實愛情經歷。
收錄於2017年1月發行的何雁詩個人專輯《Lost In Love》。

## 派台成績
| 週榜榜單（2017年） | 最高排名 |
| ------------------ | -------- |
| RTHK               | 12       |
| 997                | 2        |
| TVB                | 1        |